# Frontera entre Zambia y la República Democrática del Congo
La frontera entre la República Democrática del Congo y Zambia es el lindero de 1 930 km que separa a la República Democrática del Congo (RDC) y a Zambia.
Comienza en la triple frontera entre Angola-República Democrática del Congo-Zambia, pasando junto a la ciudad de Kipushi y termina en el lago Tanganica. Comprende sobre todo el panhandle de la bota de Katanga. Kasumbalesa es el principal paso de la frontera (carretera y ferrocarril), sobre la ruta que conecta Lubumbashi en la RDC con Kitwe y Ndola en Zambia.
En su parte oriental, la frontera es materializada sobre todo por el río Luapula y después por el lago Moero. Al oeste, coincide prácticamente con la línea divisoria de aguas entre las cuencas del Congo-Lualaba al norte, y de la del Zambeze al sur.
En agosto de 2021, expertos de los dos países se reunieron para discutir la demarcación fronteriza de los dos países.